# Ivan Petranský
Ivan Albert Petranský (* 30. srpna 1976 Nitra) je slovenský historik, od 1. února 2007 předseda správní rady Ústavu pamäti národa.
V letech 1994 až 2000 vystudoval na Filozofické fakultě Univerzity Komenského v Bratislavě historii, pomocné vědy historické a archivnictví. V roce 2005 dokončil doktorandské studium historie na Historickém ústavu Slovenské akademie věd v Bratislavě. Od roku 2006 až do počátku roku 2007 pracoval jako vědecký pracovník Matice slovenské.

## Publikační činnost
- Štát a katolícka cirkev na Slovensku 1945 – 1946. (2001)
- Život pod hviezdou. Osudy Tomáša Dezidera Munka. (2008).